# All Mine to Give
All Mine to Give (bra: Em Cada Coração Uma Saudade) é um filme estadunidense de 1957, dos gêneros drama e romance, dirigido por Allen Reisner, roteirizado por Katherine Albert e Dale Eunson, música de Max Steiner.

## Sinopse
Eureka, Wisconsin, casal de imigrantes escoceses, duramente luta para se estabelecer e prosperar e após 12 anos, com seis filhos, uma tragédia atinge a família.

## Elenco
- Glynis Johns....... Jo Eunson
- Cameron Mitchell....... Robert Eunson
- Rex Thompson....... Robbie Eunson
- Patty McCormack....... Annabelle Eunson
- Ernest Truex....... Doutor Delbert
- Hope Emerson....... Mrs. Pubmeister
- Alan Hale Jr........ Tom Cullen (como Alan Hale)
- Sylvia Field....... Lelia Delbert
- Royal Dano....... Howard Tyler
- Reta Shaw....... Mrs. Runyon
- Stephen Wootton....... Jimmy Eunson
- Butch Bernard....... Kirk Eunson
- Yolanda White....... Elizabeth Eunson
- Rita Johnson....... Katie Tyler
- Ellen Corby....... Mrs. Raiden
- Rosalyn Boulter....... Mrs. Stephens
- Francis De Sales....... Mr. Stephens (como Francis DeSales)